# Trittscharte

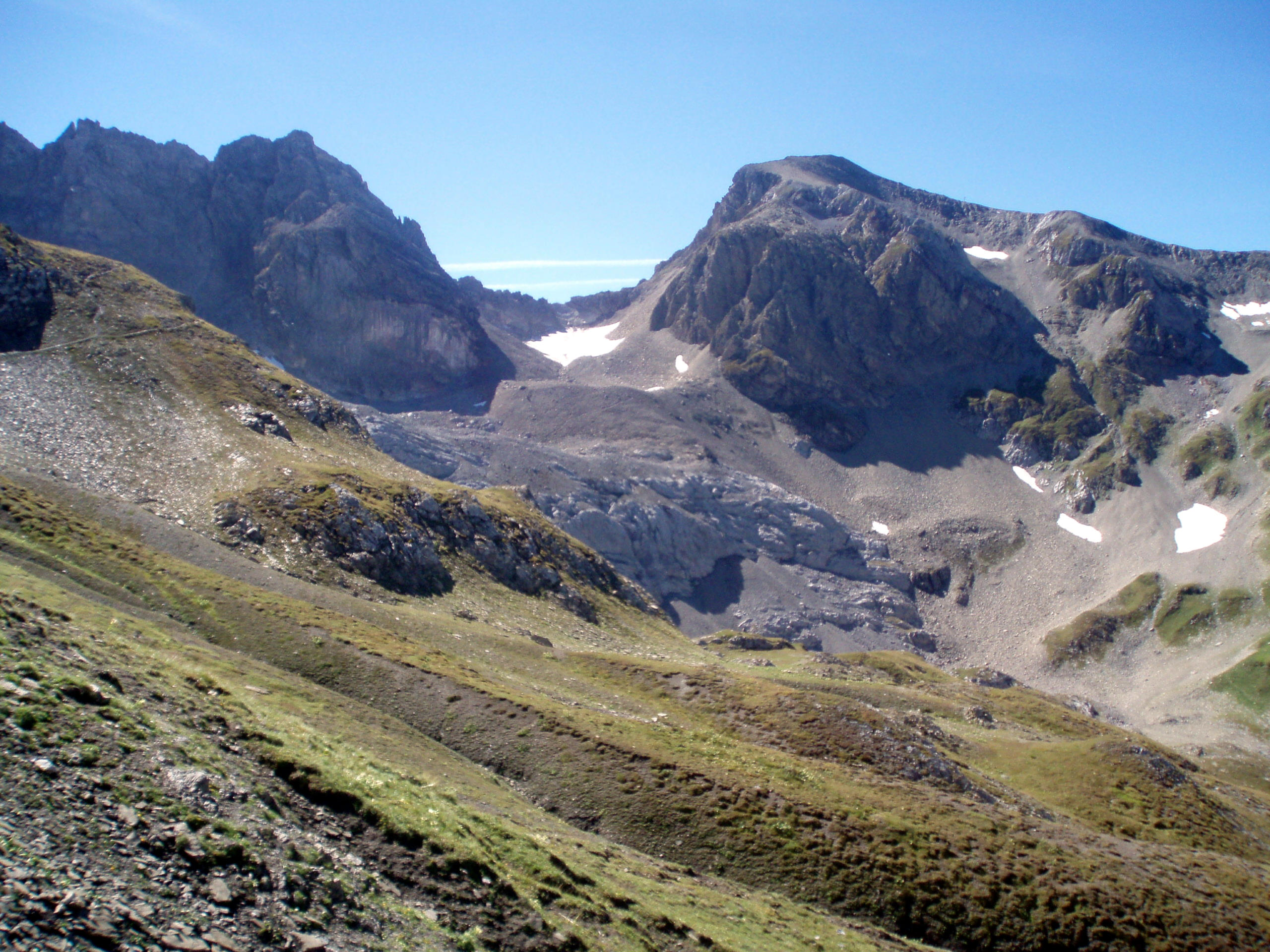
Blick vom Robert-Bosch-Weg zur Trittscharte

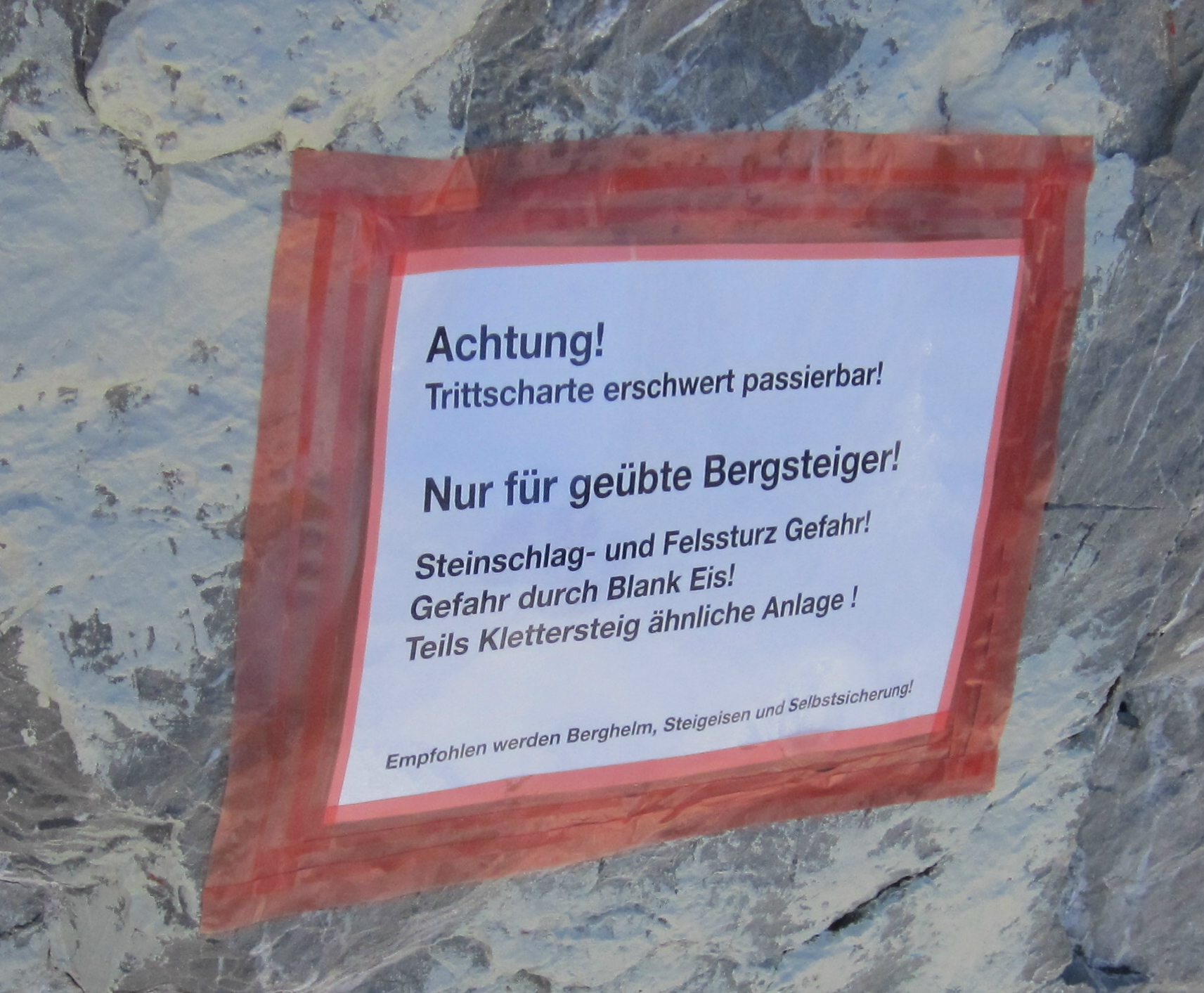
Warnhinweis vor der Trittscharte, 2012

Die Trittscharte oder Trittkopfscharte ist ein 2580 m ü. A. hoher Pass in den Lechtaler Alpen in Vorarlberg. Über die Trittscharte führt der Robert-Bosch-Weg von der Stuttgarter Hütte zur Ulmer Hütte. Der Weg führt nordseitig über den Gletscherrest des Pazüelferners und ist teilweise mit Drahtseilen versichert.